# Xavi Forcada
 (août 2023).
Xavier Forcada Sánchez (Barcelone; 25 novembre de 1988) est un joueur de basket-ball professionnel de nationalité espagnole. Il fait actuellement partie de l'effectif de Saint-Vallier Basket Drôme du Championnat de la France de Basket-ball Pro B. Il a été l'un des joueurs les plus remarquables de la sélection, avec une moyenne de 17,9 points par match,.